# Mistrzostwa Ameryki U-18 w Piłce Ręcznej Kobiet 2018
Mistrzostwa Ameryki U-18 w Piłce Ręcznej Kobiet 2018 – dwunaste mistrzostwa Ameryki U-18 w piłce ręcznej kobiet, oficjalny międzynarodowy turniej piłki ręcznej o randze mistrzostw kontynentu organizowany przez PATHF mający na celu wyłonienie najlepszej złożonej z zawodniczek do lat osiemnastu żeńskiej reprezentacji narodowej w Ameryce. Odbył się w dniach 10–14 kwietnia 2018 roku w Buenos Aires. Tytułu zdobytego w 2016 roku broniła reprezentacja Brazylii.
Na kongresie PATHF w 2016 roku organizację zawodów przyznano Argentynie. Mistrzostwa były jednocześnie eliminacjami do MŚ 2018 i zostały rozegrane systemem kołowym w sześciozespołowej obsadzie. W transmitowanym w Internecie turnieju z kompletem zwycięstw triumfowała Brazylia, prócz niej kwalifikację uzyskali pozostali medaliści zawodów – Chile i Argentyna.

## Mecze
| 10 kwietnia 201815:00 | Paragwaj U-18 | 58:6(26:1) | Peru U-18 | CeNARD, Buenos Aires |
| 10 kwietnia 201815:00 |               | 58:6(26:1) |           | CeNARD, Buenos Aires |

| 10 kwietnia 201817:00 | Brazylia U-18 | 26:23(16:10) | Chile U-18 | CeNARD, Buenos Aires |
| 10 kwietnia 201817:00 |               | 26:23(16:10) |            | CeNARD, Buenos Aires |

| 10 kwietnia 201819:30 | Argentyna U-18 | 20:18(13:6) | Urugwaj U-18 | CeNARD, Buenos Aires Widzów: 865 |
| 10 kwietnia 201819:30 |                | 20:18(13:6) |              | CeNARD, Buenos Aires Widzów: 865 |

| 11 kwietnia 201815:00 | Chile U-18 | 26:22(14:13) | Paragwaj U-18 | CeNARD, Buenos Aires Widzów: 128 |
| 11 kwietnia 201815:00 |            | 26:22(14:13) |               | CeNARD, Buenos Aires Widzów: 128 |

| 11 kwietnia 201817:00 | Urugwaj U-18 | 15:35(6:15) | Brazylia U-18 | CeNARD, Buenos Aires |
| 11 kwietnia 201817:00 |              | 15:35(6:15) |               | CeNARD, Buenos Aires |

| 11 kwietnia 201819:00 | Peru U-18 | 13:53(6:29) | Argentyna U-18 | CeNARD, Buenos Aires Widzów: 635 |
| 11 kwietnia 201819:00 |           | 13:53(6:29) |                | CeNARD, Buenos Aires Widzów: 635 |

| 12 kwietnia 201815:00 | Chile U-18 | 27:13(13:9) | Urugwaj U-18 | CeNARD, Buenos Aires |
| 12 kwietnia 201815:00 |            | 27:13(13:9) |              | CeNARD, Buenos Aires |

| 12 kwietnia 201817:00 | Brazylia U-18 | 48:12(25:6) | Peru U-18 | CeNARD, Buenos Aires Widzów: 200 |
| 12 kwietnia 201817:00 |               | 48:12(25:6) |           | CeNARD, Buenos Aires Widzów: 200 |

| 12 kwietnia 201819:00 | Paragwaj U-18 | 17:18(8:10) | Argentyna U-18 | CeNARD, Buenos Aires Widzów: 875 |
| 12 kwietnia 201819:00 |               | 17:18(8:10) |                | CeNARD, Buenos Aires Widzów: 875 |

| 13 kwietnia 201815:00 | Peru U-18 | 14:49(7:24) | Chile U-18 | CeNARD, Buenos Aires Widzów: 123 |
| 13 kwietnia 201815:00 |           | 14:49(7:24) |            | CeNARD, Buenos Aires Widzów: 123 |

| 13 kwietnia 201817:00 | Paragwaj U-18 | 21:22(9:7) | Urugwaj U-18 | CeNARD, Buenos Aires Widzów: 422 |
| 13 kwietnia 201817:00 |               | 21:22(9:7) |              | CeNARD, Buenos Aires Widzów: 422 |

| 13 kwietnia 201819:00 | Argentyna U-18 | 16:21(9:12) | Brazylia U-18 | CeNARD, Buenos Aires Widzów: 1500 |
| 13 kwietnia 201819:00 |                | 16:21(9:12) |               | CeNARD, Buenos Aires Widzów: 1500 |

| 14 kwietnia 201815:00 | Urugwaj U-18 | 33:19(16:9) | Peru U-18 | CeNARD, Buenos Aires Widzów: 200 |
| 14 kwietnia 201815:00 |              | 33:19(16:9) |           | CeNARD, Buenos Aires Widzów: 200 |

| 14 kwietnia 201817:15 | Argentyna U-18 | 11:20(6:10) | Chile U-18 | CeNARD, Buenos Aires Widzów: 1000 |
| 14 kwietnia 201817:15 |                | 11:20(6:10) |            | CeNARD, Buenos Aires Widzów: 1000 |

| 14 kwietnia 201819:30 | Brazylia U-18 | 31:23(17:12) | Paragwaj U-18 | CeNARD, Buenos Aires Widzów: 415 |
| 14 kwietnia 201819:30 |               | 31:23(17:12) |               | CeNARD, Buenos Aires Widzów: 415 |